# 孟高
孟 高（もう こう、生年不詳 - 370年）は、五胡十六国時代前燕の人物。

## 生涯
前燕に仕え、左衛将軍に任じられた。
369年9月、東晋の大司馬桓温の前燕征伐に族党らを率いて呼応した前燕の元兗州刺史孫元は武陽に拠り、前燕と対決の構えをとった。孟高はこれを破り、孫元を捕らえた。
370年8月、桓温が前燕の揚州刺史袁瑾の守る寿春を攻囲すると、孟高は騎兵を率いて袁瑾救援に向かい、淮北に至った。しかし、渡河する前に前燕と前秦の戦争が始まったので、皇帝慕容暐は孟高を呼び戻した。
11月、前秦軍が鄴に突入すると、孟高は慕容暐・太傅慕容評・衛大将軍慕容臧・定襄王慕容淵・殿中將軍艾朗ら数十騎と脱出して龍城へ向かった。逃避行は艱難を極め、盗賊の襲撃もあったが逃走を続けた。孟高は慕容暐の傍で護衛の任にあたっていた。数日して福禄へたどり着き、塚で休息していると、20人余の盗賊に襲われた。賊はみな弓矢を持っていたが、孟高は刀を抜いて戦い、数人を殺傷した。力戦して奮戦を続け、賊の1人を抱いて地面へ叩きつけると「男たる者が窮しようか！」と叫んだ。残った賊が矢を射掛けると、遂に孟高は射殺された。艾朗もまた共に奮戦し、戦死した。慕容暐はこの混乱で馬を失ったが、無事に逃げ果せる事ができた。

## 人物・逸話
慕容暐は前秦の游撃将軍郭慶に捕らえられ、鄴へ送られた。前秦の天王苻堅と会見した際、慕容暐は孟高と艾朗の忠義の行動を語った。苻堅は孟高と艾朗を手厚く埋葬し、その子らを郎中に抜擢した。